# Seznam irskih astronomov
Seznam irskih astronomov.

## A
- A. David Andrews

## B
- John Birmingham (1816 - 1884)
- John Brinkley
- Charles E. Burton

## C
- Ralph Copeland

## D
- John Dreyer

## G
- Andrew Graham (1815 - 1908)

## H
- William Rowan Hamilton

## L
- Eric Mervyn Lindsay

## M
- William McCrea (astronom)

## R
- John Thomas Romney Robinson (1792 – 1882)
- William Parsons Rosse (1800 – 1867)

## S
- Edward Sabine (1788 – 1883)